# Кубок Англії з футболу 1984—1985
Кубок Англії з футболу 1984—1985 — 104-й розіграш найстарішого футбольного турніру у світі, Кубка виклику Футбольної Асоціації, також відомого як Кубок Англії.

## Перший раунд
| Дата                      | Господарі          | Рахунок | Гості              |
| ------------------------- | ------------------ | ------- | ------------------ |
| 17 листопада              | Йорк Сіті          | 2:0     | Блу Стар           |
| 17 листопада              | Рексем             | 0:2     | Віган Атлетік      |
| 17 листопада              | Вітбі Таун         | 1:3     | Честерфілд         |
| 17 листопада              | Веймут             | 0:3     | Міллволл           |
| 17 листопада              | Торкі Юнайтед      | 2:0     | Йовіл Таун         |
| 17 листопада              | Свонсі Сіті        | 1:1     | Богнор Ріджіс Таун |
| 21 листопада Перегравання | Богнор Ріджіс Таун | 3:1     | Свонсі Сіті        |
| 17 листопада              | Стокпорт Каунті    | 1:2     | Волсолл            |
| 17 листопада              | Саутенд Юнайтед    | 2:2     | Колчестер Юнайтед  |
| 21 листопада Перегравання | Колчестер Юнайтед  | 3:2     | Саутенд Юнайтед    |
| 17 листопада              | Рочдейл            | 1:2     | Донкастер Роверз   |
| 17 листопада              | Престон Норт-Енд   | 4:3     | Бері               |
| 17 листопада              | Плімут Аргайл      | 3:0     | Барнет             |
| 17 листопада              | Пенріт             | 0:9     | Бернлі             |
| 17 листопада              | Нанітон Боро       | 1:1     | Сканторп Юнайтед   |
| 20 листопада Перегравання | Сканторп Юнайтед   | 2:1     | Нанітон Боро       |
| 17 листопада              | Нортвіч Вікторія   | 3:1     | Кру Александра     |
| 17 листопада              | Нортгемптон Таун   | 2:2     | ВС Регбі           |
| 21 листопада Перегравання | ВС Регбі           | 0:1     | Нортгемптон Таун   |
| 17 листопада              | Ньюпорт Каунті     | 1:1     | Олдершот           |
| 20 листопада Перегравання | Олдершот           | 4:0     | Ньюпорт Каунті     |
| 17 листопада              | Метрополітен Поліс | 0:3     | Дартфорд           |
| 17 листопада              | Менсфілд Таун      | 2:1     | Ротергем Юнайтед   |
| 17 листопада              | Маклсфілд Таун     | 1:2     | Порт Вейл          |
| 17 листопада              | Лінкольн Сіті      | 1:1     | Телфорд Юнайтед    |
| 20 листопада Перегравання | Телфорд Юнайтед    | 2:1     | Лінкольн Сіті      |
| 17 листопада              | Кеттерінг Таун     | 0:0     | Борнмут            |
| 20 листопада Перегравання | Борнмут            | 3:2     | Кеттерінг Таун     |
| 17 листопада              | Галл Сіті          | 2:1     | Болтон Вондерерз   |
| 17 листопада              | Герефорд Юнайтед   | 3:0     | Фарнборо           |
| 17 листопада              | Гартліпул Юнайтед  | 2:1     | Дербі Каунті       |
| 17 листопада              | Галіфакс Таун      | 2:0     | Гул Таун           |
| 17 листопада              | Джиллінгем         | 2:1     | Віндзор енд Ітон   |
| 17 листопада              | Фріклі Атлетік     | 2:1     | Стейлібрідж Селтік |
| 17 листопада              | Фішер Атлетік      | 0:1     | Бристоль Сіті      |
| 17 листопада              | Ексетер Сіті       | 2:2     | Енфілд             |
| 20 листопада Перегравання | Енфілд             | 3:0     | Ексетер Сіті       |
| 17 листопада              | Дарлінгтон         | 3:2     | Честер Сіті        |
| 17 листопада              | Кембридж Юнайтед   | 0:2     | Пітерборо Юнайтед  |
| 17 листопада              | Бертон Альбіон     | 2:0     | Стайнс Таун        |
| 17 листопада              | Бекінгем Таун      | 0:2     | Лейтон Орієнт      |
| 17 листопада              | Бристоль Роверз    | 2:1     | Кінгс Лінн         |
| 17 листопада              | Брентфорд          | 4:0     | Бішопс Стортфорд   |
| 17 листопада              | Бредфорд Сіті      | 7:2     | Тау Лоу Таун       |
| 17 листопада              | Блекпул            | 0:1     | Олтрінгем          |
| 17 листопада              | Баррі Таун         | 1:2     | Редінг             |
| 17 листопада              | Бангор Сіті        | 1:1     | Транмер Роверз     |
| 20 листопада Перегравання | Транмер Роверз     | 7:0     | Бангор Сіті        |
| 19 листопада              | Дагенем            | 0:0     | Свіндон Таун       |
| 26 листопада Перегравання | Свіндон Таун       | 1:2     | Дагенем            |

## Другий раунд
До другого раунду увійшли переможці першого раунду. 
| Дата                   | Господарі         | Рахунок | Гості              |
| ---------------------- | ----------------- | ------- | ------------------ |
| 7 грудня               | Порт Вейл         | 4:1     | Сканторп Юнайтед   |
| 8 грудня               | Віган Атлетік     | 2:1     | Нортвіч Вікторія   |
| 8 грудня               | Волсолл           | 1:0     | Честерфілд         |
| 8 грудня               | Транмер Роверз    | 0:3     | Галл Сіті          |
| 8 грудня               | Редінг            | 6:2     | Богнор Ріджіс Таун |
| 8 грудня               | Престон Норт-Енд  | 1:4     | Телфорд Юнайтед    |
| 8 грудня               | Плімут Аргайл     | 0:0     | Герефорд Юнайтед   |
| 12 грудня Перегравання | Герефорд Юнайтед  | 2:0     | Плімут Аргайл      |
| 8 грудня               | Міллволл          | 1:0     | Енфілд             |
| 8 грудня               | Лейтон Орієнт     | 3:0     | Торкі Юнайтед      |
| 8 грудня               | Гартліпул Юнайтед | 0:2     | Йорк Сіті          |
| 8 грудня               | Дартфорд          | 1:1     | Борнмут            |
| 11 грудня Перегравання | Борнмут           | 4:1     | Дартфорд           |
| 8 грудня               | Дарлінгтон        | 1:0     | Фріклі Атлетік     |
| 8 грудня               | Дагенем           | 1:0     | Пітерборо Юнайтед  |
| 8 грудня               | Колчестер Юнайтед | 0:5     | Джиллінгем         |
| 8 грудня               | Бернлі            | 3:1     | Галіфакс Таун      |
| 8 грудня               | Бристоль Сіті     | 1:3     | Бристоль Роверз    |
| 8 грудня               | Брентфорд         | 2:2     | Нортгемптон Таун   |
| 17 грудня Перегравання | Нортгемптон Таун  | 0:2     | Брентфорд          |
| 8 грудня               | Бредфорд Сіті     | 2:1     | Менсфілд Таун      |
| 8 грудня               | Олтрінгем         | 1:3     | Донкастер Роверз   |
| 8 грудня               | Олдершот          | 0:2     | Бертон Альбіон     |

## Третій раунд
| Дата                  | Господарі                | Рахунок | Гості                   |
| --------------------- | ------------------------ | ------- | ----------------------- |
| 4 січня               | Саутгемптон              | 4:0     | Сандерленд              |
| 4 січня               | Ліверпуль                | 3:0     | Астон Вілла             |
| 4 січня               | Лідс Юнайтед             | 0:2     | Евертон                 |
| 4 січня               | Ковентрі Сіті            | 2:1     | Манчестер Сіті          |
| 5 січня               | Йорк Сіті                | 3:0     | Волсолл                 |
| 5 січня               | Вулвергемптон Вондерерз  | 1:1     | Гаддерсфілд Таун        |
| 23 січня Перегравання | Гаддерсфілд Таун         | 3:1     | Вулвергемптон Вондерерз |
| 5 січня               | Вімблдон                 | 3:1     | Бернлі                  |
| 5 січня               | Вест Гем Юнайтед         | 4:1     | Порт Вейл               |
| 5 січня               | Вотфорд                  | 5:0     | Шеффілд Юнайтед         |
| 5 січня               | Тоттенгем Готспур        | 1:1     | Чарльтон Атлетік        |
| 23 січня Перегравання | Чарльтон Атлетік         | 1:2     | Тоттенгем Готспур       |
| 5 січня               | Телфорд Юнайтед          | 2:1     | Бредфорд Сіті           |
| 5 січня               | Шрусбері Таун            | 0:2     | Оксфорд Юнайтед         |
| 5 січня               | Портсмут                 | 0:0     | Блекберн Роверз         |
| 26 січня Перегравання | Блекберн Роверз          | 2:1     | Портсмут                |
| 5 січня               | Олдем Атлетік            | 2:1     | Брентфорд               |
| 5 січня               | Ноттс Каунті             | 2:2     | Грімсбі Таун            |
| 8 січня Перегравання  | Грімсбі Таун             | 4:2     | Ноттс Каунті            |
| 5 січня               | Міллволл                 | 1:1     | Крістал Пелес           |
| 23 січня Перегравання | Крістал Пелес            | 1:2     | Міллволл                |
| 5 січня               | Мідлсбро                 | 0:0     | Дарлінгтон              |
| 8 січня Перегравання  | Дарлінгтон               | 2:1     | Мідлсбро                |
| 5 січня               | Манчестер Юнайтед        | 3:0     | Борнмут                 |
| 5 січня               | Лутон Таун               | 1:1     | Сток Сіті               |
| 9 січня Перегравання  | Сток Сіті                | 2:3     | Лутон Таун              |
| 5 січня               | Лейтон Орієнт            | 2:1     | Вест-Бромвіч Альбіон    |
| 5 січня               | Герефорд Юнайтед         | 1:1     | Арсенал                 |
| 21 січня Перегравання | Арсенал                  | 7:2     | Герефорд Юнайтед        |
| 5 січня               | Фулгем                   | 2:3     | Шеффілд Венсдей         |
| 5 січня               | Донкастер Роверз         | 1:0     | Квінз Парк Рейнджерс    |
| 5 січня               | Челсі                    | 2:2     | Віган Атлетік           |
| 26 січня Перегравання | Віган Атлетік            | 0:5     | Челсі                   |
| 5 січня               | Карлайл Юнайтед          | 1:0     | Дагенем                 |
| 5 січня               | Бертон Альбіон           | 0:1     | Лестер Сіті             |
| 5 січня               | Бристоль Роверз          | 1:2     | Іпсвіч Таун             |
| 5 січня               | Брайтон енд Гоув Альбіон | 1:0     | Галл Сіті               |
| 5 січня               | Бірмінгем Сіті           | 0:0     | Норвіч Сіті             |
| 23 січня Перегравання | Норвіч Сіті              | 1:1     | Бірмінгем Сіті          |
| 26 січня Перегравання | Бірмінгем Сіті           | 1:1     | Норвіч Сіті             |
| 28 січня Перегравання | Норвіч Сіті              | 1:0     | Бірмінгем Сіті          |
| 5 січня               | Барнслі                  | 4:3     | Редінг                  |
| 6 січня               | Ноттінгем Форест         | 1:1     | Ньюкасл Юнайтед         |
| 9 січня Перегравання  | Ньюкасл Юнайтед          | 1:3     | Ноттінгем Форест        |
| 21 січня              | Джиллінгем               | 2:1     | Кардіфф Сіті            |

## Четвертий раунд
У цьому раунді зіграли переможці попереднього етапу.
| Дата                  | Господарі         | Рахунок | Гості                    |
| --------------------- | ----------------- | ------- | ------------------------ |
| 26 січня              | Йорк Сіті         | 1:0     | Арсенал                  |
| 26 січня              | Шеффілд Венсдей   | 5:1     | Олдем Атлетік            |
| 26 січня              | Ноттінгем Форест  | 0:0     | Вімблдон                 |
| 30 січня Перегравання | Вімблдон          | 1:0     | Ноттінгем Форест         |
| 26 січня              | Манчестер Юнайтед | 2:1     | Ковентрі Сіті            |
| 26 січня              | Лутон Таун        | 2:0     | Гаддерсфілд Таун         |
| 26 січня              | Лейтон Орієнт     | 0:2     | Саутгемптон              |
| 26 січня              | Лестер Сіті       | 1:0     | Карлайл Юнайтед          |
| 26 січня              | Іпсвіч Таун       | 3:2     | Джиллінгем               |
| 26 січня              | Грімсбі Таун      | 1:3     | Вотфорд                  |
| 26 січня              | Евертон           | 2:0     | Донкастер Роверз         |
| 26 січня              | Барнслі           | 2:1     | Брайтон енд Гоув Альбіон |
| 27 січня              | Ліверпуль         | 1:0     | Тоттенгем Готспур        |
| 29 січня              | Дарлінгтон        | 1:1     | Телфорд Юнайтед          |
| 4 лютого Перегравання | Телфорд Юнайтед   | 3:0     | Дарлінгтон               |
| 30 січня              | Оксфорд Юнайтед   | 0:1     | Блекберн Роверз          |
| 4 лютого              | Вест Гем Юнайтед  | 2:1     | Норвіч Сіті              |
| 4 лютого              | Челсі             | 2:3     | Міллволл                 |

## П'ятий раунд
На цьому етапі зіграли переможці попереднього раунду.
| Дата                   | Господарі        | Рахунок | Гості             |
| ---------------------- | ---------------- | ------- | ----------------- |
| 15 лютого              | Блекберн Роверз  | 0:2     | Манчестер Юнайтед |
| 16 лютого              | Йорк Сіті        | 1:1     | Ліверпуль         |
| 20 лютого Перегравання | Ліверпуль        | 7:0     | Йорк Сіті         |
| 16 лютого              | Евертон          | 3:0     | Телфорд Юнайтед   |
| 19 лютого              | Міллволл         | 2:0     | Лестер Сіті       |
| 4 березня              | Вімблдон         | 1:1     | Вест Гем Юнайтед  |
| 6 березня Перегравання | Вест Гем Юнайтед | 5:1     | Вімблдон          |
| 4 березня              | Саутгемптон      | 1:2     | Барнслі           |
| 4 березня              | Лутон Таун       | 0:0     | Вотфорд           |
| 6 березня Перегравання | Вотфорд          | 2:2     | Лутон Таун        |
| 9 березня Перегравання | Лутон Таун       | 1:0     | Вотфорд           |
| 4 березня              | Іпсвіч Таун      | 3:2     | Шеффілд Венсдей   |

## Шостий раунд
На цьому етапі зіграли переможці попереднього раунду.
| Дата                    | Господарі         | Рахунок | Гості            |
| ----------------------- | ----------------- | ------- | ---------------- |
| 9 березня               | Манчестер Юнайтед | 4:2     | Вест Гем Юнайтед |
| 9 березня               | Евертон           | 2:2     | Іпсвіч Таун      |
| 13 березня Перегравання | Іпсвіч Таун       | 0:1     | Евертон          |
| 10 березня              | Барнслі           | 0:4     | Ліверпуль        |
| 13 березня              | Лутон Таун        | 1:0     | Міллволл         |

## Півфінали
У півфіналах зіграли команди, що перемогли на попередньому етапі.
| Дата                   | Господарі         | Рахунок | Гості      |
| ---------------------- | ----------------- | ------- | ---------- |
| 13 квітня              | Манчестер Юнайтед | 2:2     | Ліверпуль  |
| 17 квітня Перегравання | Манчестер Юнайтед | 2:1     | Ліверпуль  |
| 13 квітня              | Евертон           | 2:1     | Лутон Таун |

## Фінал
| 18 травня 1985 |

| «Манчестер Юнайтед» | 1:0 дч   | «Евертон» |
| ------------------- | -------- | --------- |
| Вайтсайд 110'       | Протокол |           |

| Вемблі, Лондон Глядачів: 100 000 Арбітр: Пітер Вілліс |